# Đảng Katter's Australian
Đảng Katter's Australian (KAP, AUS, also Australian) là một chính đảng ở Úc. Đảng này do dân biểu độc lập Bob Katter sáng lập tháng 6 năm 2011. Katter đồng thời là lãnh đạo tại nghị viện liên bang của đảng, còn trai ông Rob Katter là lãnh đạo đảng cấp tiểu bang ở Queensland. Hiện tại, nghị sĩ của đảng đại diện cho cử tri Queensland ở cấp tiểu bang và liên bang. Đối thủ chính trên chính trường của đảng Katter là đảng Palmer United.
Dân biểu Katter tái tranh cử dưới danh nghĩa của đảng năm 2013 và đắc cử hạ nghị sĩ đại diện cử tri vùng Kennedy. Tại cuộc bầu cử nghị viện tiểu bang Queensland năm 2012 và 2015, đảng giành được hai ghế. Trong cuộc bầu cử liên bang năm 2015, đảng vẫn giữ ghế tại Hạ viện.

## Chính sách
Chính sách của đảng Katter tập trung vào việc thúc đẩy các ngành sản xuất nông nghiệp và công nghiệp, và phản đối tư hữu hoá và nới lỏng nền kinh tế. Cụ thể như sau:
- Phản đối thuế carbon và dự luật giảm khí thải gây hiệu ứng nhà kính (Emission Trading Schemes - ETS)
- Ủng hộ phát triển và sử dụng năng lượng thay thế như ethanol và năng lượng mặt trời.
- Đề xuất giới hạn thị phần bán lẻ của Woolworths và Coles xuống còn 22,5% mỗi công ty.
- Ủng hộ mô hình hôn nhân nam-nữ truyền thống theo Luật Hôn nhân 1961.
- Kêu gọi dừng các dự án tư hữu hoá doanh nghiệp hay tái công hữu hoá các tài sản tư nhân.
- Ưu tiên sử dụng hàng hoá sản xuất tại Úc trong khối cơ quan Nhà nước.
- Đảm bảo sử dụng sản phẩm thép Úc trong xây dựng.